# Краснокаренский язык
Краснокаренский язык (каренни, на бирманском языке как кая) — каренский диалектный континуум, на диалектах которого говорят более 500 000 человек, представителей народа кая (красные карены) в Мьянме.

## Диалекты
- На восточном кая (Eastern Kayah, Karenni, Karennyi, Kayah, Kayah Li, Kayay, Red Karen, «Yang Daeng» (pej.)) говорят в городке Шадав, восточнее реки Тханлвин, штата Кая, а также в провинции Мэхонгсон, восточнее реки Салуин, в Таиланде. Есть нижневосточный и верхневосточный диалекты. Имеет письмо кая-ли.
- На западном кая (Karenni, Karennyi, Karieng Daeng, Kayah Li, Red Karen, Western Kayah, Yang Daeng) говорят в городке Пекон южной части штата Шан; в штатах Кая и Карен. На северном диалекте говорят в штате Шан, южнее города Лойкав, а на южном говорят в городках Хпрусо и Димавсо, южнее Лойкав. Также у западного кая есть диалекты чи-кве, давнньджекху, давтама (у западного кая), соунглог, ван-че. Имеет письмо кая-ли, латиницу (католики), бирманское письмо.
- На йинтале (Taliak, Yangatalet, Yangtadai, Yintale, Yintale Karen, Yintalet) говорят в 3 деревнях, в городках Хпасавнг округа Бавлакхе штата Кая. Имеет диалекты бавлаке и ва-авнг. Диалект не имеет письменности.
- На ману (Kayah-Munu, Kayàw, Manö, Manu, Manumanaw, Manumanaw Karen, Monu) говорят в 23 деревнях, в городках Хпрусо и Бавлаке территории округа Западный Кьебогьи штата Кая. У ману есть диалекты долосо и тавкху. Имеет латинскую письменность, используемую римскими католиками, и бирманское письмо, используемое с 2011 года.